# ۳۵۵ (پیش از میلاد)
۳۵۵ (پیش از میلاد) ۳۵۵مین سال قبل از تقویم میلادی است.